# Volley-ball aux Jeux panarabes de 2004
Navigation
1999 2007
Cet article présente les résultats des matches de volley-ball de l'édition 2004 des Jeux panarabes. Le volley-ball a été introduit aux Jeux panarabes en 1957 lors de la 2e édition de ces Jeux.
Les épreuves de volley-ball des Jeux panarabes de 2004 se sont déroulées du 24 septembre au 10 octobre 2004 à Alger.

## Tournoi masculin

### Équipes présentes
| - Algérie - Arabie saoudite - Égypte - Irak - Qatar - Tunisie |

### Tour préliminaire

#### Composition des groupes
| Poule A                           | Poule B                                     |
| --------------------------------- | ------------------------------------------- |
| Site : Blida, Algérie Égypte Irak | Site : Blida, Arabie saoudite Qatar Tunisie |

#### Poule A
| # | Équipe  | Pts | J | G | P | SP | SC |
| 1 | Égypte  | 4   | 2 | 2 | 0 | 6  | 0  |
| 2 | Algérie | 3   | 2 | 1 | 1 | 3  | 3  |
| 3 | Irak    | 2   | 2 | 0 | 2 | 0  | 6  |

| Date       | Match            | Résultat | Sets  | Sets  | Sets  | Sets | Sets | Total Points |
| Date       | Match            | Résultat | 1     | 2     | 3     | 4    | 5    | Total Points |
| ---------- | ---------------- | -------- | ----- | ----- | ----- | ---- | ---- | ------------ |
| 27-09-2004 | Égypte - Irak    | 3 - 0    | 25-16 | 25-17 | 25-18 | -    | -    | 75-51        |
| 28-09-2004 | Algérie - Irak   | 3 - 0    | -     | -     | -     | -    | -    | -            |
| 29-09-2004 | Égypte - Algérie | 3 - 0    | -     | -     | -     | -    | -    | -            |

#### Poule B
| # | Équipe          | Pts | J | G | P | SP | SC |
| 1 | Arabie saoudite | 4   | 2 | 2 | 0 | 6  | 3  |
| 2 | Tunisie         | 3   | 2 | 1 | 1 | 4  | 5  |
| 3 | Qatar           | 2   | 2 | 0 | 2 | 4  | 6  |

| Date       | Match                     | Résultat | Sets | Sets | Sets | Sets | Sets | Total Points |
| Date       | Match                     | Résultat | 1    | 2    | 3    | 4    | 5    | Total Points |
| ---------- | ------------------------- | -------- | ---- | ---- | ---- | ---- | ---- | ------------ |
| 27-09-2004 | Arabie saoudite - Qatar   | 3 - 2    | -    | -    | -    | -    | -    | -            |
| 28-09-2004 | Arabie saoudite - Tunisie | 3 - 1    | -    | -    | -    | -    | -    | -            |
| 29-09-2004 | Tunisie - Qatar           | 3 - 2    | -    | -    | -    | -    | -    | -            |

### Phase finale

#### Place 1 à 4
|  | Demi-finales                        | Demi-finales                        |                        |   | Finale                              | Finale                              |
|  | Demi-finales                        | Demi-finales                        |                        |   | Finale                              | Finale                              |
|  |                                     |                                     |                        |   |                                     |                                     |
|  | 02-10-2004, 25-22 15-25 25-19 25-22 | 02-10-2004, 25-22 15-25 25-19 25-22 |                        |   | 03-10-2004, 25-22 25-19 25-27 25-21 | 03-10-2004, 25-22 25-19 25-27 25-21 |
|  | 02-10-2004, 25-22 15-25 25-19 25-22 | 02-10-2004, 25-22 15-25 25-19 25-22 |                        |   | 03-10-2004, 25-22 25-19 25-27 25-21 | 03-10-2004, 25-22 25-19 25-27 25-21 |
|  | Égypte                              | 3                                   |                        |   | 03-10-2004, 25-22 25-19 25-27 25-21 | 03-10-2004, 25-22 25-19 25-27 25-21 |
|  | Égypte                              | 3                                   |                        |   | 03-10-2004, 25-22 25-19 25-27 25-21 | 03-10-2004, 25-22 25-19 25-27 25-21 |
|  | Tunisie                             | 1                                   |                        |   | 03-10-2004, 25-22 25-19 25-27 25-21 | 03-10-2004, 25-22 25-19 25-27 25-21 |
|  | Tunisie                             | 1                                   | Égypte                 | 3 |                                     |                                     |
|  | 02-10-2004, 20-25 28-30 25-20 23-25 |                                     | Égypte                 | 3 |                                     |                                     |
|  |                                     | Algérie                             | 1                      |   |                                     |                                     |
|  | Arabie saoudite                     | Algérie                             | 1                      | 1 |                                     |                                     |
|  | Arabie saoudite                     |                                     |                        | 1 |                                     |                                     |
|  | Algérie                             | 3                                   |                        |   |                                     |                                     |
|  | Algérie                             | 3                                   | Match pour la 3e place |   |                                     |                                     |
|  |                                     |                                     |                        |   |                                     |                                     |
|  | 03-10-2004, 28-26 19-25 25-22 25-16 |                                     |                        |   |                                     |                                     |
|  |                                     |                                     |                        |   |                                     |                                     |
|  | Tunisie                             | 3                                   |                        |   |                                     |                                     |
|  | Tunisie                             | 3                                   |                        |   |                                     |                                     |
|  | Arabie saoudite                     | 1                                   |                        |   |                                     |                                     |
|  | Arabie saoudite                     | 1                                   |                        |   |                                     |                                     |

### Classement hommes
| Place              | Équipe          |
| ------------------ | --------------- |
| Médaille d'or      | Égypte          |
| Médaille d'argent  | Algérie         |
| Médaille de bronze | Tunisie         |
| 4                  | Arabie saoudite |
|                    | Irak            |
|                    | Qatar           |